# لاري تاكر
لاري تاكر (بالإنجليزية: Larry Tucker)‏ هو كاتب سيناريو وممثل أمريكي، ولد في 23 يونيو 1934 بفيلادلفيا في الولايات المتحدة، وتوفي في 1 أبريل 2001 بلوس أنجلوس في الولايات المتحدة.

## ترشيحات
- جائزة الأوسكار لأفضل كتابة

## وصلات خارجية
- لاري تاكر على موقع IMDb (الإنجليزية)
- لاري تاكر على موقع ألو سيني (الفرنسية)
- لاري تاكر على موقع أول موفي (الإنجليزية)
- لاري تاكر على موقع قاعدة بيانات الأفلام السويدية (السويدية)
- لاري تاكر على موقع قاعدة بيانات الفيلم (الإنجليزية)
- لاري تاكر على موقع كينوبويسك (الروسية)